# تاون‌شیپ هابارد، شهرستان هابارد، مینه‌سوتا
تاون‌شیپ هابارد (به انگلیسی: Hubbard Township) یک منطقهٔ مسکونی در ایالات متحده آمریکا است که در شهرستان هابارد، مینه‌سوتا واقع شده‌است. تاون‌شیپ هابارد ۹۳٫۲ کیلومتر مربع مساحت و ۷۸۶ نفر جمعیت دارد و ۴۳۳ متر بالاتر از سطح دریا واقع شده‌است.